# برنارد إل. أوستين
برنارد إل. أوستين (بالإنجليزية: Bernard L. Austin)‏ هو رجل غواصة وضابط أمريكي، ولد في 15 ديسمبر 1902 في فاغنر في الولايات المتحدة، وتوفي في 21 سبتمبر 1979 في بيثيسدا في الولايات المتحدة.

## معرض صور

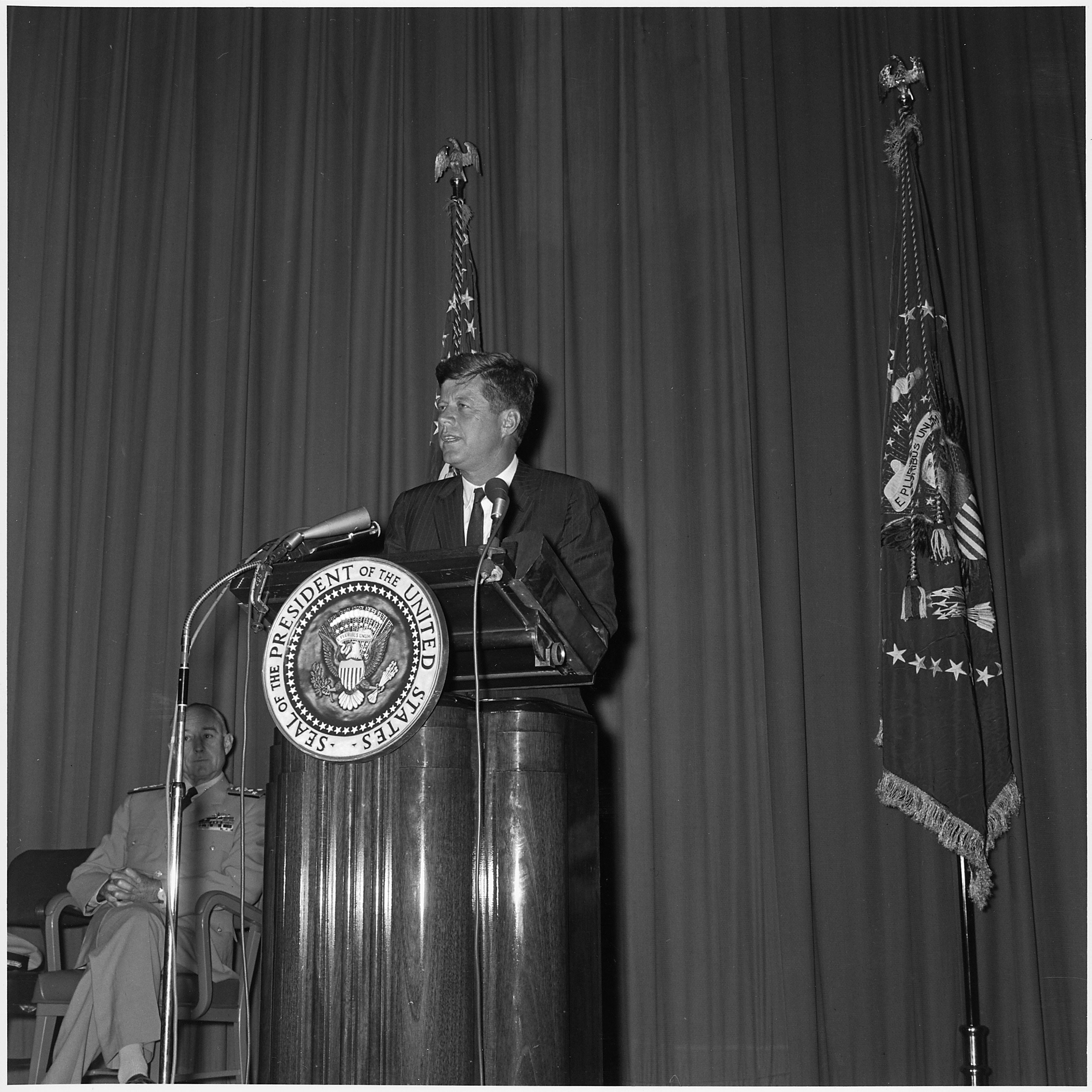
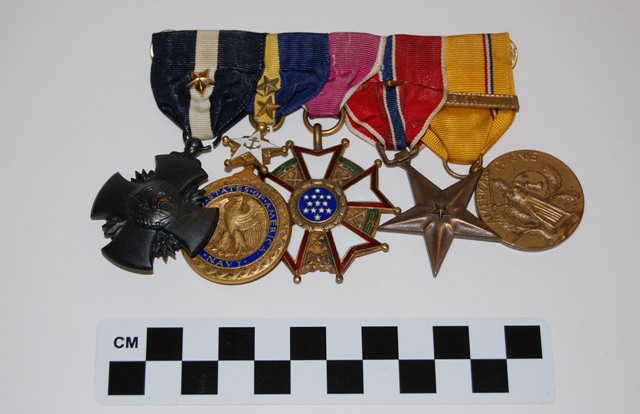
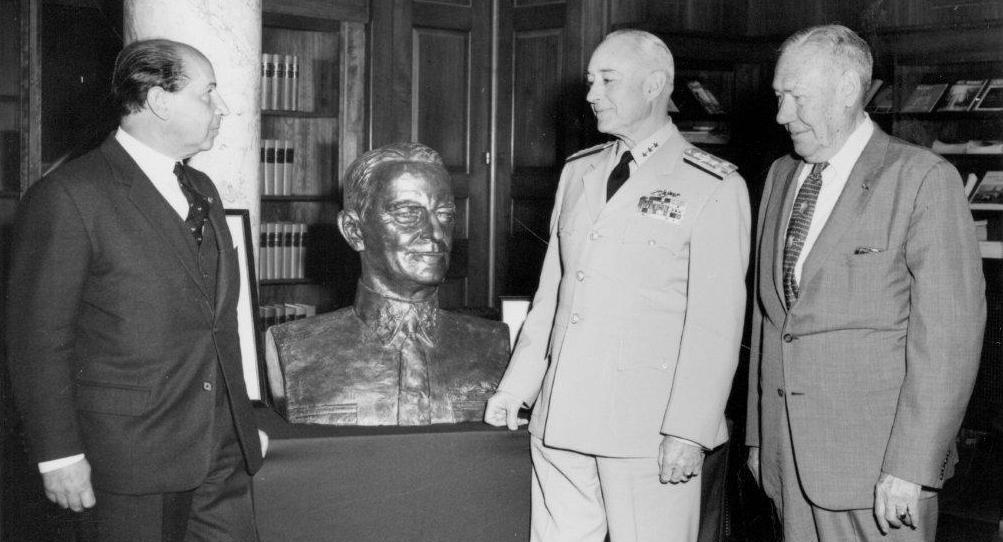